# Эмблема Гватемалы
Герб (эмблема) Гватемалы состоит из:
- венка лавровых ветвей, символа победы;
- кетцаля - птицы, символизирующей свободу;
- свитка, на котором написано «LIBERTAD 15 DE SEPTIEMBRE DE 1821» (15 сентября 1821 — дата независимости Центральной Америки от Испании);
- двух пересечённых винтовок «Ремингтон» со штыками, указывающими готовность Гватемалы защититься силой в случае необходимости;
- двух пересечённых мечей, символизирующих честь.

Эмблема возникла на основе одной из декоративных композиций, украшавших столичный дворец по случаю прихода к власти либералов в 1871 году. Эмблема так понравилась победителям, что они сделали её (с небольшими изменениями) государственным символом.
Эмблема была разработана швейцарским художником и гравёром Жан-Батистом Френером, который жил в Гватемале с 1854 года до своей смерти в 1897 году. Современный вид эмблема приобрела в 1968 году.
Эмблема есть на флаге Гватемалы. Кетцаль ранее появился на флаге государства Лос-Альтоc в 1830-х годах.

## История герба[1]
|  | Герб Соединённых Провинций Центральной Америки (1823—1825) На Соединённых Провинций Центральной Америки, возникшем под влиянием символики Великой французской революции, изображался равносторонний треугольник, а в нём горная цепь из 5 вулканов, фригийский колпак свободы и радуга. Вокруг была надпись «Соединенные Провинции Центральной Америки». |

|  | Герб Федеративной Республики Центральной Америки (1825—1842) В 1824 году были изменены некоторые детали изображения, а надпись заменена на другую: «Федеративная Республика Центральной Америки». |

|  | Герб Гватемалы (1825-1843) года В составе федерации Гватемала с 1825 года имела собственный герб. Центральная его часть повторила федеральный герб, но его окружали надпись «Государство Гватемала и Федерации Центра», колчан со стрелами, два рога изобилия, лук со стрелой, пальмовые ветви и лежащие на земле ликторский пучок и военная труба. После того как федерация в 1838—1839 годах распалась, независимая Гватемала приняла в 1843 году измененный герб. На нём не было треугольника, диск с изображением помещался на щите, вместо фригийского колпака над вулканами появилось солнце, исчезли лук со стрелами, рога изобилия, ликторский пучок и труба вместе с землей, вокруг появился оливковый венок, а надпись стала такой: «Гватемала в Центральной Америке. 15 сентября 1821 года» (дата провозглашения независимости от Испании). |

|  | Герб Гватемалы (1843-1851) года После того как федерация в 1838—1839 годах распалась, независимая Гватемала приняла в 1843 году измененный герб. На нём не было треугольника, диск с изображением помещался на щите, вместо фригийского колпака над вулканами появилось солнце, исчезли лук со стрелами, рога изобилия, ликторский пучок и труба вместе с землей, вокруг появился оливковый венок, а надпись стала такой: «Гватемала в Центральной Америке. 15 сентября 1821 года» (дата провозглашения независимости от Испании). |

|  | Герб Гватемалы (1851-1858) года В 1851 году был изменен герб страны. С него исчезли последние элементы федерального герба — 5 вулканов и кольцо с надписью. Их место заняли 3 вулкана, похожие на вулканы колониального герба, солнце над ними, а в нижней части щита — колонна с датой провозглашения независимости на фоне нового флага. |

|  | Герб Гватемалы (1858-1871) года В 1858 году Каррера вновь изменил флаг и герб. С герба исчезли колонна с надписью, колчан со стрелами, вулканы приобрели точно такой вид, как на колониальном гербе, а солнце над ними, перенесенное на верх щита, заменили 7 белых вертикальных полос на синем поле. Все изображение окружали 4 новых флага, венок из лавровой и дубовой ветвей и лента с латинской надписью (на прежних гербах и флагах все надписи были испанскими): «Республика Гватемала под величайшим и превосходным покровительством Бога». |